# Саидов, Камиль
Камиль Саидов (тадж. Комил Саидов; 25 января 1989, Таджикская ССР, СССР) — таджикский футболист, нападающий. Выступал за национальную сборную Таджикистана. Мастер спорта международного класса РТ.

## Карьера
Начал профессиональную карьеру в душанбинском клубе «Хима», уже в 16-летнем возрасте играл в высшей лиге Таджикистана. После расформирования «Химы» провёл один сезон в «Парвозе».
С 2009 по 2013 годы играл за «Регар-ТадАЗ», с полуторагодичным перерывом на службу в армии (в это время играл за «СКА-Памир»). Обладатель Кубка Таджикистана, Кубка президента АФК. В сезонах 2011 и 2012 входил в тройку лучших бомбардиров чемпионата страны. На кубке АФК 2013 в матче против ливанской «Сафы», реализовав пенальти принёс своеё команде ничью.
В 2014 году выступает за душанбинский «Истиклол», в 2015 годах — за «Регар-ТадАЗ».
В 2016 году играл за «Баркчи» и «Хосилот» и занял второе место в споре бомбардиров чемпионата с 11 голами. В игре «Хосилот»-«Хайр» (6:0) 14 августа 2016 года забил 5 голов. В составе «Хосилота» стал серебряным призёром чемпионата и финалистом Кубка Таджикистана 2016 года.
За сборную Таджикистана играет с 2006 года. В её составе стал обладателем Кубка вызова АФК 2006.

## Международная статистика

### Голы за сборную
| #  | Дата            | Место                | Соперник    | Счёт | Итог      | Турнир            |
| -- | --------------- | -------------------- | ----------- | ---- | --------- | ----------------- |
| 1. | 2 июля 2006     | Алма-Аты, Казахстан  | Казахстан   | 1-4  | Поражение | Товарищеский матч |
| 2. | 22 августа 2007 | Душанбе, Таджикистан | Азербайджан | 2-3  | Поражение | Товарищеский матч |
| 3. | 8 сентября 2007 | Алма-Аты, Казахстан  | Казахстан   | 1-1  | Ничья     | Товарищеский матч |
| 4. | 23 июля 2011    | Амман, Иордания      | Сирия       | 1-2  | Поражение | Отбор на ЧМ-2014  |